# 휘어진 시공간의 양자장론
휘어진 시공간의 양자장론(quantum field theory in curved spacetime)이란 입자물리학에서 민코프스키 공간 양자장론을 휘어진 공간으로 확장시킨 것이다. 이 이론의 일반적 예측에 따르면 시간에 종속적인 중력장에 의해 입자가 생성될 수 있다.
등가원리로 인하여 양자화 과정은 국소적으로 원점의 아핀 접속이 0으로 맞춰져 있고 0이 아닌 리만 텐서가 적절한 형식화가 선택된 간정좌표계와 유사해진다. 그러나 평탄한 시공간에 대한 양자장론에서도 입자의 개수는 국소적으로 제대로 정의할 수 없다. 우주상수가 0이 아닐 때, 휘어진 시공간에서 양자장은 점근적 입자로서의 해석을 상실한다. 오로지 특수한 상황, 예컨대 점근적으로 평탄한 시공간(곡률이 0)에서만 들어오고 나가는 입자를 생각할 수 있으며, 이를 통해 산란 행렬을 정의할 수 있게 된다. 그러나 이러한 평탄한 시공간에서도 입자 해석은 관찰자에게 종속된다(i.e. 동일한 시공간에 대하여 서로 다른 관찰자들이 각자 측정한 입자 수는 서로 다를 것이다).
배경 계량 텐서가 둥근 시간 킬링 벡터를 가지지 않는다면 진공이나 바닥상태를 단일하게 정의할 수 있는 방법은 없다. 진공의 개념은 미분동형사상에서 불변하지 않는다. {\displaystyle t'(t)}가 미분동형사상이라면, {\displaystyle \operatorname {exp} \left[ikt'(t)\right]}의 일반화된 푸리에 변환은 {\displaystyle k>0}일 때에도 음의 진동수를 갖는다. 생성연산자는 양의 진동수에, 소멸연산자는 음의 진동수에 대응되는데, 이 때문에 한 관찰자에게는 진공으로 보이는 상태가 다른 관찰자에게는 진공 상태로 보이지 않을 수 있으며, 심지어 적절한 가정 하에서는 열원으로 보일 수도 있다.
1980년대 말 이후로 루돌프 하크와 다니엘 카스틀레가 휘어진 시공간을 대수적으로 표현하기 위해 국소양자장론적 접근을 도입했다. 국소양자장론의 관점은 재규격화 과정을 휘어진 배경에 전개된 양자장으로 일반화시키기에 적절하였다. 양자장론에 관한 여러 엄격한 결과들로 인하여 블랙홀의 존재가 확정되었다. 특히 대수적 접근의 성과는 상술한 기준이 되는 진공상태가 부재함으로써 발생하는 문제를 다룰 수 있게 되었다는 것이다.)
이 이론을 응용한 가장 대표적인 사례는 호킹의 슈바르츠실트 블랙홀의 열복사 예측(호킹 복사)이다. 또한 관련된 예측으로 진공 속에서 가속되는 관찰자는 입자의 열복사를 측정하게 된다는 언루 효과가 있다.

## 같이 보기
- 일반 상대성이론
- 양자장론의 역사
- 통계장론
- 위상 양자장론